# Plaça Espanyola (l'Hospitalet de Llobregat)
La Plaça Espanyola és una obra de l'Hospitalet de Llobregat (Barcelonès) inclosa a l'Inventari del Patrimoni Arquitectònic de Catalunya.

## Descripció
És una plaça trapezoidal limitada amb els carrers Progrés, Desemparats i Montseny. L'església de la Verge dels Desemparats i la Font del mig de la Plaça, són els elements que li donen identitat. La plaça, conserva encara alguns edificis d'habitatges d'estil "Art-Déco" i la Casa Baiges de R. Puig i Gairalt en estil clarament racionalista.
La font, de forma octogonal, destaca com un piló al conjunt de la Plaça. Està construït en diferents materials com el maó, la rajola esmaltada, la pedra artificial, ferro forjat i niquelat. Està format per un pilar a sobre del qual hi ha un entaulament i la teulada de forma cònica.

## Història
La Plaça Espanyola està inclosa al procés d'urbanització de Climent Mas i Pere Romaní, aprovat el 1902. La manca d'aigua en aquest sector mobilitzà els propietaris que feren construir la font modernista que hi ha al mig. Aquesta plaça ha estat tradicionalment un dels punts de referència a la vida social i cultural de les barriades de Collblanc i La Torrassa.